# Дойш-Портуш
Дойш-По́ртуш (порт. Dois Portos)  —  район (фрегезия) в Португалии,  входит в округ Лиссабон. Является составной частью муниципалитета Торриш-Ведраш. По старому административному делению входил в провинцию Эштремадура. Входит в экономико-статистический  субрегион Оэште, который входит в Центральный регион. Население составляет 2153 человека на 2001 год. Занимает площадь 38,21 км².